# Перекоринцы
Перекоринцы (укр. Перекоринці) — село на Украине, находится в Мурованокуриловецком районе Винницкой области.
Код КОАТУУ — 0522885903. Население по переписи 2001 года составляет 398 человек. Почтовый индекс — 23435. Телефонный код — 4356.
Занимает площадь 1,584 км².

## Религия
В селе действует Свято-Николаевский храм Мурованокуриловецкого благочиния Могилёв-Подольской епархии Украинской православной церкви.

## Адрес местного совета
23406, Винницкая область, Мурованокуриловецкий р-н, с. Раздоловка, ул. Ленина, 32